# Eurya kuboriensis
Eurya kuboriensis är en tvåhjärtbladig växtart som beskrevs av W.R. Barker. Eurya kuboriensis ingår i släktet Eurya och familjen Pentaphylacaceae. Inga underarter finns listade i Catalogue of Life.